# Marten Toonderbrug (Amsterdam)
De Marten Toonderbrug (brug 48) is een gemetselde welfbrug in Amsterdam-Centrum. De brug vormt de verbinding tussen de Wolvenstraat en Berenstraat en overspant daar de Keizersgracht.
Er lag hier al eeuwen een brug. De brug die er in 1902 lag kreeg te maken met mankementen door de hoeveelheid verkeer die er overheen ging. Verrotte houten liggers werden vervangen door liggers van ijzer en ook het metselwerk moest hersteld worden. Er waren plannen gemaakt de brug te verlagen, zodat er geen sprake meer was van een “bochelbrug”. Er kwam een tegenadvies omdat met het verlagen van de brug een "kostbaar uitzicht" in Amsterdam verloren zou gaan. Dat tegenadvies werd door Burgemeester en Wethouders niet overgenomen, de brug werd verlaagd. Dat dat nodig was bleek nog in 1923, toen een paard (van paard en wagen) van de brug afgleed (toen de brug al verlaagd was) en te water raakte (ze werd met het reddingstoestel gered) en in 1925 kantelde er een vrachtauto. In 1926 kon opnieuw een paard een wagen met meelzakken niet in het gareel houden en liep met alles een pianowinkel van Goldschmeding binnen. Omdat het paard rustig enigszins trillend bleef staan kreeg het de bijnaam "Het muzikale paard". In het najaar van 1928 moest de gemeente beslissen dat zwaar vervoer niet meer over de brug mocht.
In 1949/1950 moest de brug verbreed worden, waarbij Piet Kramer advies verstrekte. Begin jaren tachtig besloot de gemeente dat de oude brug in oude glorie hersteld moest worden en kreeg de brug drie gewelfde doorvaarten.
De brug ging jaren officieus door het leven als Felix Meritisbrug, naar het nabijgelegen Felix Meritis. Die commerciële binding was een van de redenen dat de brug in 2016 ter sprake kwam bij het college van burgemeester en wethouders van Amsterdam. Bij een controle over de brugnamen bleek dat de naam niet voldeed aan de richtlijnen, die gelden om opgenomen te kunnen worden in de Basisregistraties adressen en gebouwen. De brug kwam voor op lijst 2 van twee lijsten met aan te passen officieuze brugnamen (lijst 1 bevat officieuze brugnamen die officieel gemaakt zouden kunnen worden; lijst 2 bevat officieuze brugnamen, waarover na een inspraakronde beslist wordt of de naam officieel erkend wordt, dan wel officieel wordt afgekeurd). Vanaf juni 2016 was de brug derhalve officieel (weer) naamloos; in 2022 werd de brug vernoemd naar schrijver-tekenaar Marten Toonder.
1 · 2 · 3 · 4 · 5 · 6 · 7 · 8 · 9 · 10 · 11 · 12 · 13 · 14 · 15 · 16 · 17 · 18 · 19 · 20 · 21 · 22 · 23 · 24 · 25 · 26 · 27 · 28 · 29 · 30 · 31 · 32 · 34 · 35 · 36 · 37 · 38 · 39 · 40 · 41 · 42 · 43 · 44 · 45 · 46 · 47 · 48 · 49 · 50 · 51 · 52 · 53 · 54 · 55 · 56 · 57 · 58 · 59 · 60 · 61 · 62 · 63 · 64 · 65 · 66 · 67 · 68 · 69 · 70 · 71 · 72 · 73 · 74 · 75 · 76 · 77 · 78 · 79 · 80 · 81 · 82 · 84 · 85 · 86 · 87 · 88 · 89 · 90 · 91 · 92 · 93 · 94 · 95 · 96 · 97 · 98 · 99 · >>>
Brugnummers 33 en 83 zijn niet (meer) vergeven